# Tachina
Genre
Tachina est un genre d'insectes diptères brachycères de la famille des Tachinidae, dont les larves sont parasites de chenilles de papillons.

## Liste d'espèces rencontrées en Europe
Selon Fauna Europaea (25 aout 2014)
- Tachina canariensis
- Tachina casta
- Tachina corsicana
- Tachina fera
- Tachina grossa
- Tachina lurida
- Tachina magna
- Tachina magnicornis
- Tachina nigrohirta
- Tachina nupta
- Tachina praeceps
- Tachina ursina